# Kirche Kröslin

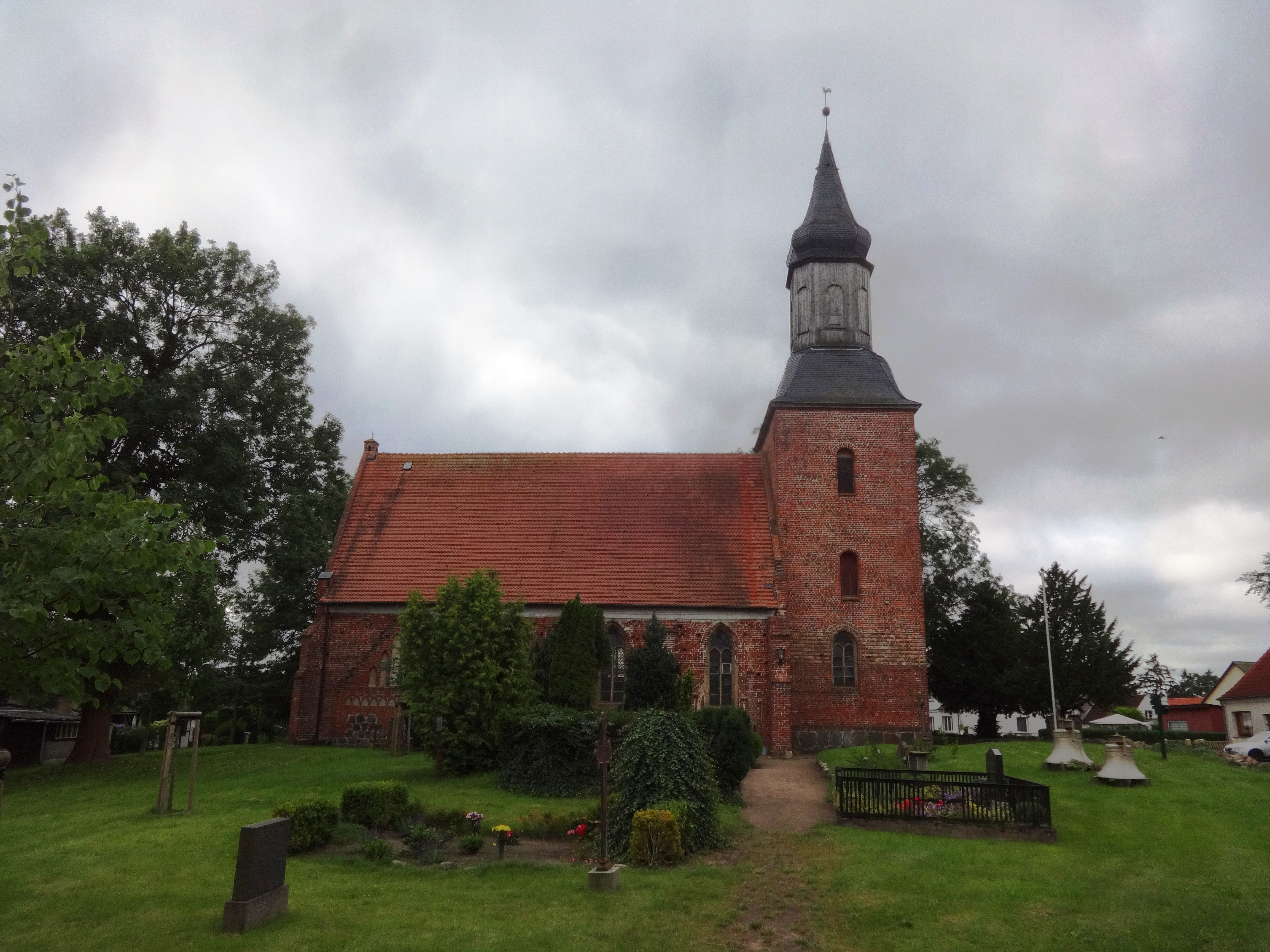
Kirche Kröslin

Die evangelische Kirche Kröslin (auch: Christophorus-Kirche) ist ein aus dem 13. Jahrhundert stammendes gotisches Kirchengebäude in Kröslin in Vorpommern. Die Kirchgemeinde gehört seit 2012 zur Propstei Demmin im Pommerschen Evangelischen Kirchenkreis der Evangelisch-Lutherischen Kirche in Norddeutschland. Vorher gehörte sie zum Kirchenkreis Greifswald der Pommerschen Evangelischen Kirche. Sie ist dem Christophorus geweiht.

## Lage
Die Freester Straße verläuft von Norden kommend als Bahnhofstraße in Nord-Süd-Richtung als zentrale Gemeindestraße durch den Ort. Vor dem historischen Dorfanger zweigt westlich der Platz der Einheit ab, der als Kirchstraße nach Süden auf die Gartenstraße führt. Diese verläuft schließlich in östlicher Richtung auf die Bahnhofstraße. In dem so eingeschlossenen Grundstück steht die Kirche auf einer leicht erhöhten Fläche, die von einer Mauer aus unbehauenen und nicht lagig geschichteten Feldsteinen eingefriedet ist.

## Geschichte
Herzog Bogislaw IV. legte 1300 die Hufenzahl für die Kirche auf 15 Hufen fest. Zu Beginn des 14. Jahrhunderts wechselte der Besitz des Dorfes. 1302 verkaufte Wulfoldus de Below, bis dahin Besitzer Kröslins, das Dorf an das Kloster Eldena. Mit dem Kauf waren die kirchenrechtlichen Belange nicht endgültig geklärt. Dendrochronologische Untersuchung am Dachstuhl ergaben, dass der Sakralbau in zwei Bauphasen errichtet wurde. In einer ersten Bauphase entstand 1322 die Saalkirche aus Backstein mit einer Länge von vier Joch. In der zweiten Bauphase im Jahr 1334 errichteten Handwerker die gestuften Strebepfeiler sowie den östlichen Giebel. Zur gleichen Zeit entstanden im Norden des Bauwerks die Sakristei sowie der Westturm.
Die Kirche in Kröslin gehörte weiterhin zur Kirche in Wolgast. Drei Jahre nach dem Verkauf stimmte Bischof Heinrich von Cammin zu, die Kirche von der Mutterkirche in Wolgast abzusondern. Erst damit war es für die Mönche des Klosters Eldena möglich, direkten Einfluss auf die Geschichte Kröslins zu nehmen. 1331 bestätigte dann Bischof Friedrich von Cammin die neue Parochie und das Recht des Abtes des Klosters Eldena, einen Geistlichen für die neu errichtete Kirche einzusetzen.
In der Mitte des 18. Jahrhunderts errichtete die Kirchengemeinde den hölzernen Turmaufsatz mit der Schweifkuppel. In den Jahren 1878 und 1947 wurde der Innenraum der ziegelgedeckten Kirche renoviert. Bei der Renovierung 1878 wurde die Renaissance-Kanzel weitgehend zerstört, der gotische Flügelaltar ins Stralsunder Provinzialmuseum für Neuvorpommern und Rügen gegeben und der gotländische Taufstein für fünf Mark an den Bauern Lüdtke als Regenwasserbecken verkauft; er wurde später wieder an die Kirche zurückgegeben. Kurz nach dem Ende des Zweiten Weltkrieges, 1947, wurde das Innere der Kirche restauriert. Am 16. Juni 1995 demontierten Handwerker die Glocken aus dem Turm. Sie stehen seit dieser Zeit neben dem Gebäude.

## Baubeschreibung

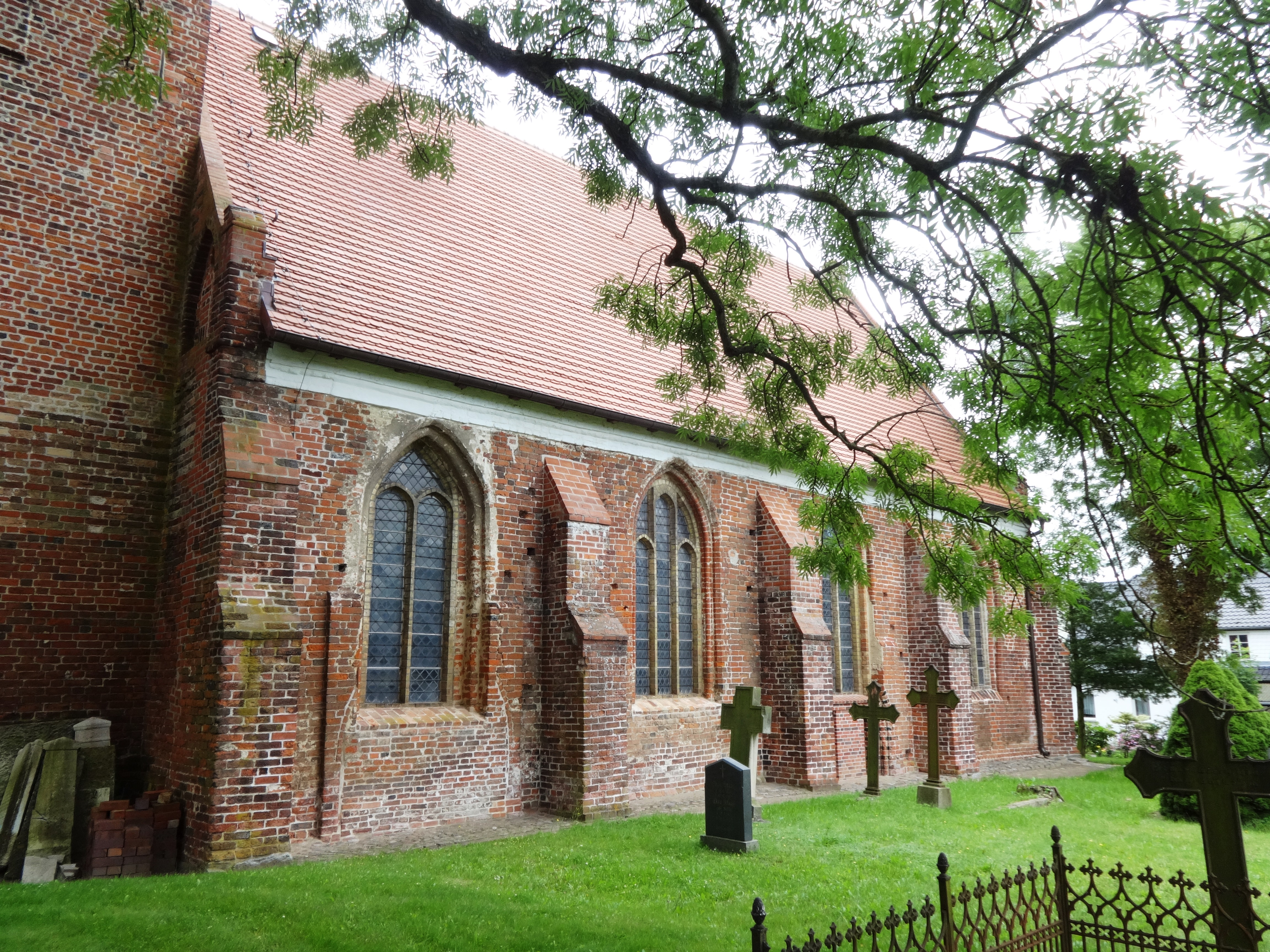
Südseite des Kirchenschiffs

Der Chor ist gerade und nicht eingezogen. An der östlichen Chorwand dominieren zwei große, zweifach Lanzett-Drillingsfenster mit überhöhtem Spitzbogen, die in ein zweifach gestuftes Gewände eingelassen sind. Der Ostgiebel ist im unteren Bereich mit sieben gekuppelten und ebenfalls spitzbogenförmigen Blenden reichhaltig verziert. Darüber folgen ein Blendenkreuz sowie je eine weitere Blende.
Das Kirchenschiff ist – bis auf die Nordsakristei – achssymmetrisch aufgebaut. An der Fassade dominieren je vier weitere Lanzettfenster zwischen je einem zweifach gestuften Strebepfeiler. Am südlichen, dritten Joch sind die Reste einer spitzbogenförmigen, fünffach gestuften Priesterpforte erkennbar, die mit einem wechselnd rot-schwarz glasierten Gewände eingefasst war. Das Portal ist mir rötlichem Mauerstein zugesetzt. Eine weitere, deutlich größere, aber ebenfalls zugesetzte Pforte ist am ersten Joch der Nordseite. Die Sakristei wurde aus Mauerstein errichtet, jedoch sind im Sockel auch ungleichmäßig behauene Feldsteine verarbeitet worden. Die Nordwand ist mit reichhaltigen Blenden über einem Kreuzbogenfries verziert.
Der quadratische und eingezogene Westturm fußt auf einem Sockel aus wenig behauenen, großen Feldsteinen. Darüber ist er gänzlich aus rötlichem Mauerstein errichtet. An der Westseite ist ein dreifach getrepptes, spitzbogenförmiges Portal mit einer hölzernen Tür. In die Höhe des Spitzbogens hinein sind umlaufende Ausbesserungsarbeiten mit lagig helleren Ziegeln erkennbar. An der Nord- und Südseite ist ein kleines Lanzettfenster, darüber in den beiden Geschossen eine segmentbogenförmige Öffnung. Es folgen eine geschweifte Haube sowie ein hölzernes Oktogon, in dem verbretterte Klangarkaden erkennbar sind. Darüber ist eine weitere geschweifte Haube, die in ein Pyramidendach übergeht, die mit Turmkugel und Wetterfahne abschließt.

## Ausstattung

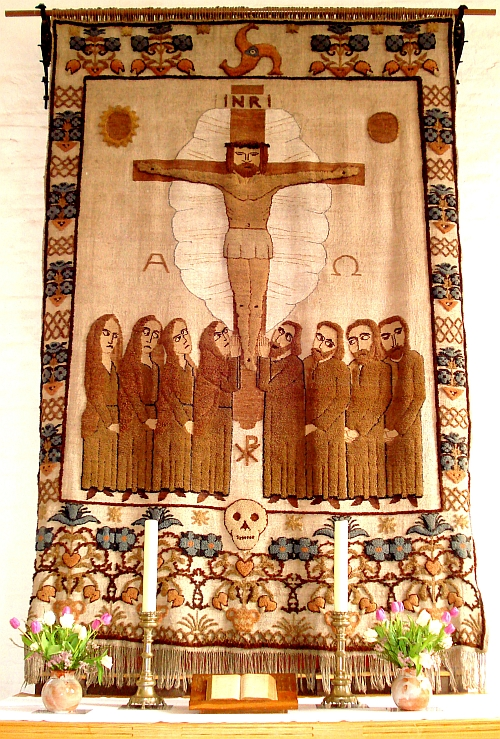
Altarteppich der Kirche Kröslin

Das ursprüngliche Altarretabel aus dem 15. Jahrhundert befindet sich heute im Stralsund Museum. Über dem neuzeitlichen Altar hängt ein in Freest geknüpfter Altarteppich. Er zeigt die Kreuzigung Jesu und gilt mit vier Metern Länge und einer Breite von zwei Metern als einer der größten in der Region entstandenen Pommerschen Fischerteppiche. Es zeigt Jesus am Kreuz, zu seinen Füßen gläubige und ungläubige Menschen. Der Teppich ist mit volkskundlichen Symbolen wie dem Baum des Lebens und dem Dreifisch als Symbol für die Trinität umrahmt. Der Teppich entstand in den Jahren 1947 und 1948 von den Freester Fischerfrauen Erna Pagenkopf, Dorchen Dannenfeld und Gertrud Lenz nach einem Entwurf von Rudolf Stundl (1897–1990). Die neogotische Kanzel entstand um 1878, während im Turm die Reste einer Vorgängerkanzel aus dem 17. Jahrhundert stehen. Zur weiteren Kirchenausstattung gehört ein achteckiger gotländischer Taufstein mit kleeblattförmigem Blendenschmuck aus der Zeit um 1330.
Bemerkenswert sind auch die zwei Epitaphe für den 1587 verstorbenen Chr. Masdorp und den 1599 verstorbenen Chr. Schmidt. Das Kirchenschiff trägt ein Kreuzrippengewölbe, ebenso die Nordsakristei.
Die einmanualige Orgel wurde im Jahr 1856 von Orgelbauer Barnim Grüneberg (Stettin) mit neun klingenden Registern erbaut und 2002 von Rainer Wolter (Zudar) restauriert.